# مریم‌نگار
مریم‌نگار روستایی در استان کرمانشاه از توابع شهرستان صحنه، بخش دینور، دهستان دینور می‌باشد.
این روستا از شمال شرق استان کرمانشاه و در جوار روستاهای احمدآباد و کرج واقع شده‌است.
در سال ۱۳۸۲ این روستا بر اثر زلزله‌ای به قدرت ۵.۳ دهم ریشتر که در نزدیکی این روستا اتفاق افتاد متحمل زیان فراوان در خصوص منازل مسکونی شد.